# 日産・キャラバン
キャラバン（CARAVAN）は、日産自動車が販売している商用車ならびに乗用車。生産は4代目までは日産車体で行われ、5代目からは同社子会社の日産車体九州で行われている。
本項では輸出仕様のアーバン、NV350アーバン（URVAN、NV350 URVAN）、NV350キャラバンについても簡略的に触れる。

## 概要
キャブオーバー型のバン（1・4ナンバー）とコーチと呼ばれるバス（2ナンバー）、ワゴン（3・5・7ナンバー）が販売されているほか、いすゞ自動車にコモとしてOEM供給されている。トヨタ・ハイエースが長年の競合車種である。E24型までは完全な1BOX型であったが、E25型からは衝突安全基準の見直しで、クラッシャブルゾーンを設けた1.2BOX型となった。
縦置きトーションバースプリングのダブルウィッシュボーン式フロントサスペンションと、リーフスプリングのリジッド式リアサスペンションをもち、ブレーキはフロント側がディスク式、リア側がドラム式である。
ガソリンエンジンとディーゼルエンジンの設定がある。また、マイクロバスとして設定されているディーゼルエンジンで現行型のバスとしては、2021年2月現在唯一、尿素SCRシステム未搭載となっている。
海外ではURVAN（アーバン、E26は「NV350 URVAN」）という名称で販売されており、香港、タイ、シンガポール、オーストラリア、ニュージーランド向けは日本から輸出され、フィリピン、マレーシア、アフリカ諸国では現地生産されている。

## 初代（E20型 1973年-1980年）
スライドドアのレールを隠すためのボディーを一周するモールが特徴。
ライバルの2代目ハイエースに比べ、ホイールベースがやや長く、リアオーバーハングが短い設計でトヨタとニッサン、二社のこの思想の違いは次世代以降にも引き継がれることになる。
1973年2月
E20型を発表。標準ボデーとロングボデーの2種類。3/6人乗りのバン、9人乗りコーチ、15人乗りマイクロバスが設定された。エンジンは1,500ccのJ15型と1,600ccのJ16型の2種類。
1976年1月
車名のみを変更した日産・プリンス店（スカイライン販売会社、日産プリンス沖縄販売ではキャラバンを販売）向けのキャラバンの姉妹車として「ホーミー」が発売。なお、ホーミーは旧プリンス時代の1965年に初代が登場している。
バンとコーチはNAPSにより昭和50年排出ガス規制適合。J16型エンジンを廃止（J15型エンジン搭載車は79年まで継続）、H20型 2,000ccガソリンエンジンへ変更される。
1977年3月
一部改良。コーチは昭和51年排出ガス規制（C-KPSE21型）に適合。全車フロントシートベルト（中央席を除く）をELR装置付きに変更、電装系ではリアワイパー・パッシングライト装置を新設し駐車灯を左右同時点灯方式に変更。
1978年5月
初のマイナーチェンジ。外観ではフロントグリルを一新、室内ではスピードメーターが扇型から角型になり、同時にインパネのデザインも変更される。SD22型 2,200ccディーゼルエンジンとハイエースに対抗したハイルーフのバンを追加。同時にマイクロバスはハイルーフ化。
1979年4月
バンはガソリン・ディーゼル共に昭和54年排出ガス規制ならびに騒音規制（E21型）に適合する。J16型ガソリンエンジンがJ15と代わるかたちで復活する。同時にコーチのガソリンエンジン搭載車は昭和53年排ガス規制適合（E22型）のZ20型（105馬力のシングルキャブレター仕様）に変更される。

## 2代目（E23型 1980年-1986年）
キープコンセプトのデザインを採った。フロントウインドシールド、フロントドアおよびドアガラスは後にデビューする「アトラス」と共通で、ドア裾のホイールアーチの大きさのみが異なる。ホーミーとの違いは横基調のフロントグリルのみ。
本車種より車両型式の命名規則が変更され、基本型式をアルファベット1文字+数字2桁で表し（フルモデルチェンジごとに末尾の数字が1つ増える）、仕様（エンジン・駆動方式・ホイールベースなど）の違いがある場合は先頭にアルファベットを追加するようになった。
1980年（昭和55年）8月
E23型にモデルチェンジ。搭載エンジンは乗用モデルのコーチには直列4気筒SOHC・Z20型ガソリンエンジンと直列4気筒OHV・SD22型ディーゼルエンジンの2機種、バンには直列4気筒OHV・J16型およびH20型ガソリンエンジンとSD22型ディーゼルエンジンが設定された。SD22型ディーゼルエンジンは燃料噴射ポンプをE20系時代の列型から軽量、安価な分配型に変更し、特性も旧型より多少高速化している。バングレードにおいては、前列中央席の座面を跳ね上げると運転席から直接ラゲッジスペースへと移動できるというウォークスルー機構が採用された。このE23型になってディーゼル車はオーバードライブを持った5速MTに改められた。グリップと対転がり抵抗に優れるラジアルタイヤがオプション設定された。バンの最上級グレードであるGLには他車に先駆けてパワーステアリングがオプション設定され、加えてハイエースより遅れたものの、フロントベンチレーテッドディスクブレーキも設定されるようになった。コーチにはニッサンマチック（AT）、電動サンルーフ、パワーステアリング、回転対座シート、派手なデカールなどの設定があり、装備の充実を図ると共にRV化が進んでいった。この代からエアコンも従来の吊り下げ式クーラーからヒーター組み込み型のマルチエアコンになる。バングレードでは先代モデル末期に標準装備化されたELR機能付き3点式シートベルトがGL仕様のみの設定となる等の変更もなされた。
1981年（昭和56年）7月
コーチSGL特別仕様車「シルクロード」発売。エンジンはZ20型。ミッションはOD付5速MT、3速フロアAT。東京地区標準現金価格は8人乗りSGLシルクロードで1,752,000円、7人乗りSGLシルクロード（サンルーフ・リムジン仕様車）で2,011,000円。
1981年（昭和56年）10月
第24回東京モーターショーに「キャラバン フレグラント」を参考出品。「ビジネスエリートのための動く専用室」とのコピーを与えられ、キックアップしたルーフにより室内高を拡大し、セカンドシート以後をソファーへ変更する。後の「ロイヤル」や「エルグランド ロイヤルライン」に通ずるコンセプトである。
1982年（昭和57年）5月
一部変更で運転席ドアの三角窓が廃止、メーターパネルのデザイン変更、バンのディーゼルエンジンはこの時、SD23型ディーゼルエンジンに変更された。新たに設定されたSD23エンジンは、それまでのSD22型とはほとんどが別物（正確にはSD20型のボアアップ版であり、クランクシャフトが5ベアリング化される等大幅な設計変更がされた）でハイエースのL型ディーゼルと比較すると相変わらず低回転域のトルクを重視したものであったが、時代にあった性能に進化していた。ニッサンマチック（AT）も設定されたがオーバードライブを持たない旧式な3速式であった。バン系は一部のグレードを除いてラジアルタイヤが標準装備化された。コーチはAT/MT共にフロアシフト化。セカンドシートをキャプテンシートとし、7人乗りとした「シルクロードリムジン」を追加。コーチのディーゼル車はターボが付き、LD20Tに変更。その他モデルもディーゼル車の昭和57年排出ガス規制適合。バンのガソリン車は56年排出ガス規制適合と同時に、H20からZ18S / Z20Sに変更。Z型を名乗るが、商用車用ということで排ガス規制が緩く、シングルプラグ式のヘッドと、キャブレターの組み合わせである。
1983年（昭和58年）4月
マイナーチェンジでフロントグリルの変更。コーチSGL系は角形4灯ヘッドランプおよび大型バンパーを採用した。SGLシルクロードとGLの間に角形4灯ライトの「FL」を設定。「ロング10人乗りDX」を追加。
1985年（昭和60年）1月
バンにGL-L仕様・CTの3人乗り5ドア仕様・3/6/9人乗り追加（6/9人乗りは廃止）、及びバン、マイクロバスの時計、メーター、ディーゼルエンジンの予熱回路を変更。併せてバン・マイクロバスの室内色を茶からグレーに、メーターを角形に変更、パワーステアリング、ラジアルタイヤ、運転席・助手席ELR機能付き3点式シートベルト、フロントベンチレーテッドディスクブレーキの拡大採用が行われ、商品性の向上に努めた。また、バンのガソリン車はオーバードライブを持つ5速MTに改められた。
1985年（昭和60年）5月
8人乗りに「SGLシルクロードリミテッド」を追加設定。

## 3代目（E24型 1986年-2001年）
1986年9月19日
E24型にモデルチェンジ。
コーチ（乗用モデル）のキャッチコピーは「ROYAL1BOX CARAVAN」。
「シルクロードリムジン」が最上級グレードであり、デジタルメーターが標準装備。
搭載エンジンは、コーチはZ20 ガソリン、LD20T・II ディーゼルターボ、バンはTD23 ディーゼル、Z20 ガソリンを採用。
荷室左側の窓を大型化したエポックメイキングなモデル「ビックリウインドウ」がロング平床バンDXに設定。
MT/AT(O/D付き4AT)共にすべてフロアシフトになった。
1986年11月27日
幼児通園専用車を追加。
9人乗りDX Z20/5MTベースに、大人2人/幼児12人を乗車定員としている。
1987年2月24日
スーパーハイルーフバン DX(2人乗り/4ドア/TD23/5MT)を追加。
室内高1,810mmを確保し、ハイルーフバンと比較すると170mmアップしている。
1987年5月28日
特別仕様車「コーチ シルクロード リミテッド'87」発売。(LD20T·II/4ATのみ)
1987年10月27日
パートタイム4WD車(新設定 TD27ディーゼル/E-AT)及び、リヤオーバーハングを350mm延長したスーパーロング（バン/15人乗りマイクロバス）を同時追加。
既存モデルは一部変更。シルクロード/シルクロード プラネタルーフにタコメーターやAM/FMラジオを標準装備化。
1988年1月27日
特別仕様車「コーチ シルクロード リミテッド'88」発売。(Z20 or LD20T·II/4AT)
1988年10月6日
マイナーチェンジ実施。
キャッチコピーは「1BOX INNOVATION」。
コーチにV6 3,000ccのVG30E、TD27T ディーゼルターボエンジンをそれぞれ新採用。
新グレード「GTリムジン/GT」を追加発売。同社のバネット・ラルゴに設定された「クルージング系」と共に走行性能を意識した1BOXの登場といえるものであった。
荷重感応電制サスやASCD(クルコン)、パワステやオートクロージャ機構などの装備向上化を実施。
特別仕様車「コーチ フウライボウ」(オーテックジャパン架装)発売。
「コーチ4WD ロングDX」「バン4WD GL-L」を新設定。
バン 4WDには4AT追加を実施。
1989年8月24日
新グレード「コーチ GTクルーズ」を追加。
リモコン付きツインエアコン/リニア電動カーテン/LSD(4WDのみ)など装備する。
1990年8月23日
バン マイナーチェンジ実施。
NA20Sを新採用の他、TD27ディーゼル/グレード追加/パワーウィンドウやタコメーターの拡大採用を実施。
1990年10月11日
2度目のマイナーチェンジ。
外装/内装デザイン変更を実施。コーナリングランプ内蔵ヘッドライトやカラードバンパーなどの採用(GL以上)、ガーニッシュタイプの大型テールランプ(シルクロード以上)。内装は新造形インストデザイン化(シルクロード以上)。
機能面では、TD27TI インタークーラー付きターボディーゼル新採用やTD27拡大採用を実施。
7人乗りロングボディの最上級グレード「コーチ ロイヤル」新設定。
既存の「フウライボウ」「キャンピング架装車」も同様に実施。
バンには最上級グレードとして「VX」追加。
1992年8月20日
特別仕様車「コーチ EXC (エクセ)」追加発売。
リムジン/GTクルーズにエクセーヌシートを採用し、高級感を向上した仕様となる。
同時に特別仕様車「フウライボウ」に2WD車を追加。
1993年5月26日
一部改良 及び 日産創設60周年記念車「コーチ 60th アニバーサリー」発売。
TD27Tディーゼルターボ廃止に伴い「GT」含むグレードの廃止。
TD27TI／TD27／NA20Sの排ガス規制対応化/テールゲート「NISSAN」CIマーク採用。
記念車「コーチ 60th アニバーサリー」はエクセーヌシート/専用キー/S.F.Cを採用する。
福祉車両「パーソナルチェアキャブ」(オーテック架装)発売。
1993年10月22日
特別仕様車「コーチ EXC (エクセ)」仕様変更して再発売。
1994年1月
新グレード「コーチ GTクルーズS」追加。
1994年3月1日
バンにLPGエンジン搭載車(オーテック架装)追加。
1994年8月23日
一部改良。
エアコンのHFC134a化/パッケージ追加(コーチにEXCパック/AVパック、バンにらくらくパック)
EXCパック追加に伴い、EXC系及びシルクロードプラネタルーフ廃止。
1994年11月21日
新グレード「GTクルーズS リミテッド」追加。
装備品の見直しで値段を下げたリーズナブルな仕様となる。
特別仕様車「フウライボウ」のベースを「GTクルーズS」へ変更。
1995年8月29日
3度目のマイナーチェンジ。
ラジエータグリルの意匠変更のほか、ディーゼルターボエンジンをTD27Ti型から電制燃料噴射システムを採用したTD27ETi型へ変更、コーチ系ガソリン車はV6のみとなる。
「GTクルーズS プラネタルーフ」を新規追加し、「シルクロード」含む一部を廃止。
「フウライボウ」のベースを「GTクルーズSプラネタルーフ」へ変更。
DX／GLを除く全車に運転席エアバッグを標準装備化し、バンとコーチGL／DXのインパネ形状デザインを統一化した。
同月いすゞ自動車へのOEM供給を開始、当初の名称は「いすゞ・ファーゴ」だった。
1996年9月
バンのAT車に新型ディーゼルエンジンのQD32型が追加。
1997年5月19日
乗用専用モデル「キャラバン・エルグランド」「ホーミー・エルグランド」登場に伴い、E24型コーチは継続生産となったがグレードの大幅縮小（GLとDXのみ）が行われた。
バンはVXを除きフロントフェイスを一新し、コーチの初期型に近いものとなりフォグランプ内蔵の異形ヘッドランプとなった。
MTのディーゼルエンジンもQD32へ変更。ガソリンエンジンは継続設定。このマイナーチェンジで車種記号が日産共通の18桁化された。
1999年6月2日
マイナーチェンジに伴いホーミーをキャラバンに統合。同時に乗用モデル「コーチ」が製造終了となり、バン及びマイクロバスのみの展開とした。
搭載エンジンはKA20DE／KA24DEガソリンおよび、QD32ディーゼルの3機種。
「2.0 TWINCAM」「2.4 TWINCAM」「3.2D」のエンジンを表すデカールがテールゲート下にそれぞれ貼られる。
ガソリン車のATが4ATからE-ATに変更。
バン2WD 低床仕様はサスペンション改良とタイヤの15インチ化で最大積載量を1,250kgに増量。
1999年11月8日
圧縮天然ガス仕様車「キャラバンCNGV」(オーテック架装)を追加。
2001年3月
生産終了。在庫対応分のみの販売となる。
2001年4月
4代目とバトンタッチして販売終了。
発売当初のみ、キャラバンとホーミーのバンのロングボディー標準ルーフ平床DXに左側のクオーターウィンドウを745mm×1,450mmという超大型の引き違い窓とした「ビックリウィンドウ」が設定されていた。荷役の他、対面販売や宣伝用途も考慮されたこの窓は荷室側面の雨といとスライドレールの間がほとんどガラス張りという大胆なスタイルであったが、車外からの施錠・開錠と開閉に対応する鍵穴と取っ手も備わっており、実用面での抜かりも無かった。ただ、中古車市場においても、街中においても見かけることは滅多にない様であり、販売台数は極端に少なかったものと予想される。この時期の日産社内ではパイクカー計画も進行中であり、デザインを統括していた前澤義雄の下、これ以降、商用車においても、エスカルゴやAD MAX、アトラスロコといった、日本車離れしたスタイルのクルマを積極的に投入していく。ビックリウィンドウを含む平床車のリアタイヤは、205/60/R14.5という超扁平小径ワイドタイヤで、このサイズも国内初登場であった。

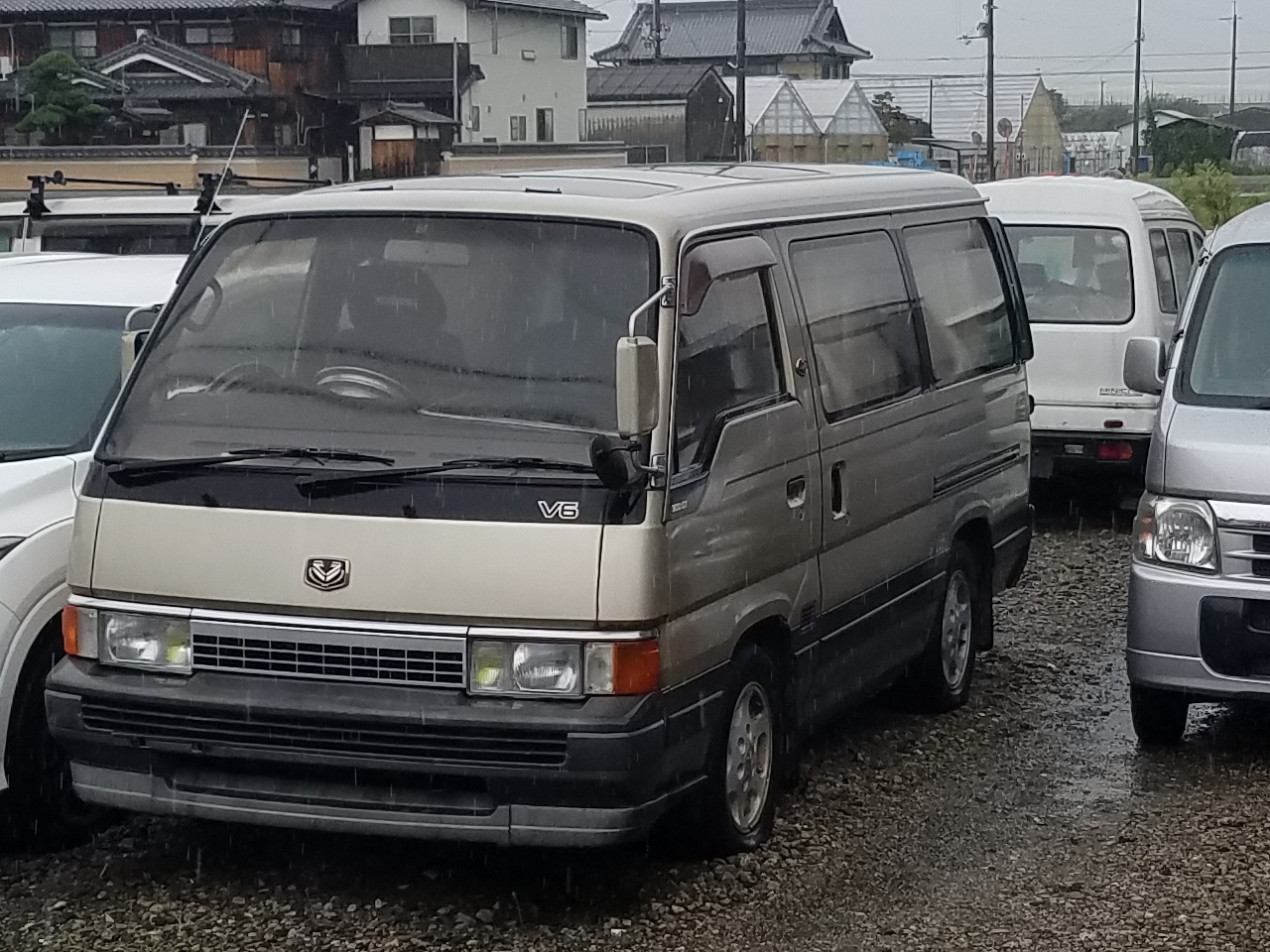
コーチ 前期型 GTリムジン
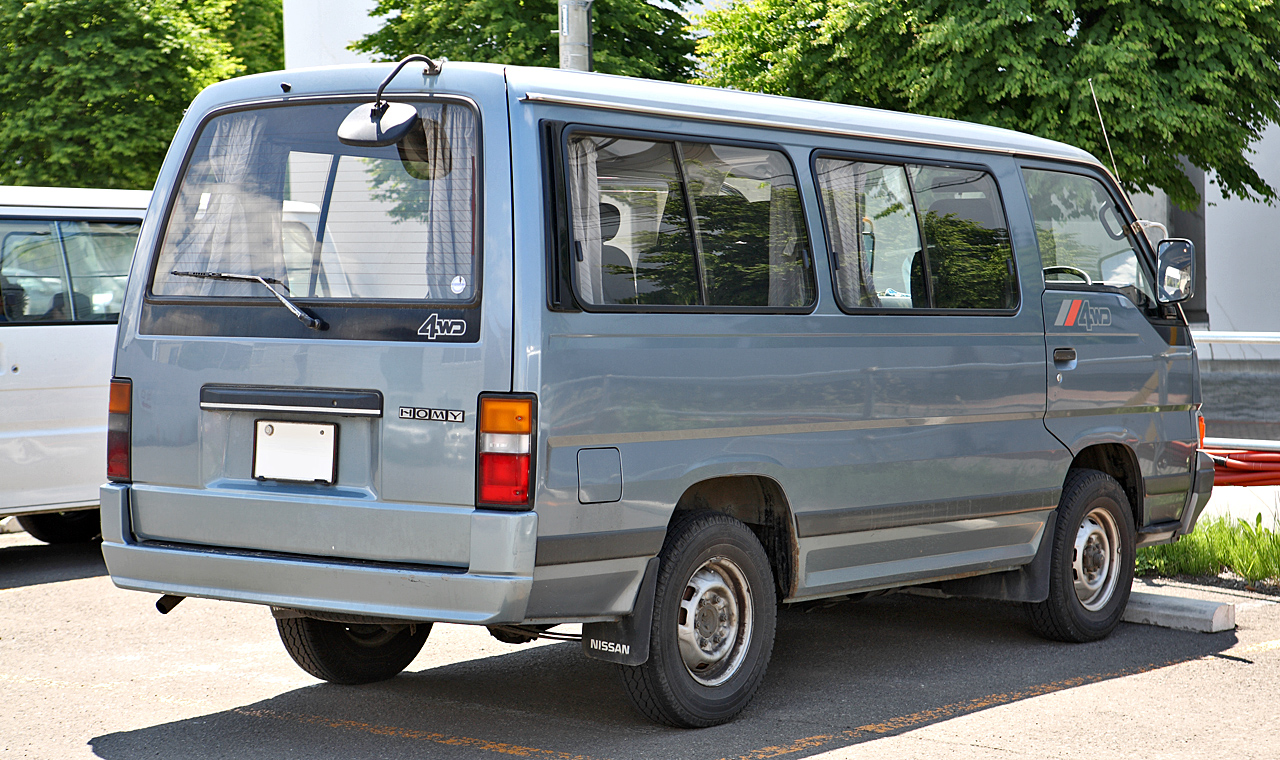
コーチ 前期型（リア） （兄弟車のホーミー）
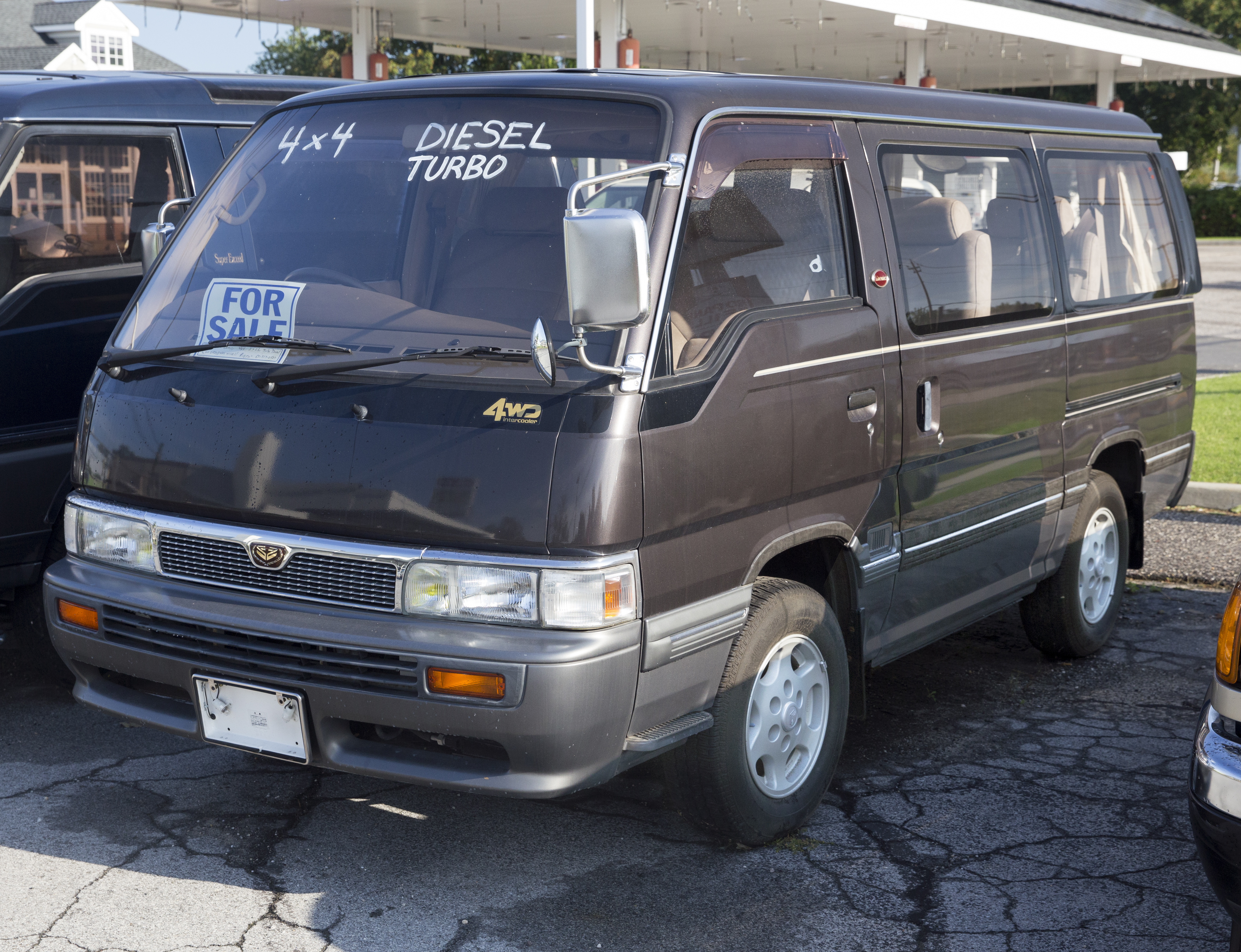
コーチ 中期型 リムジン
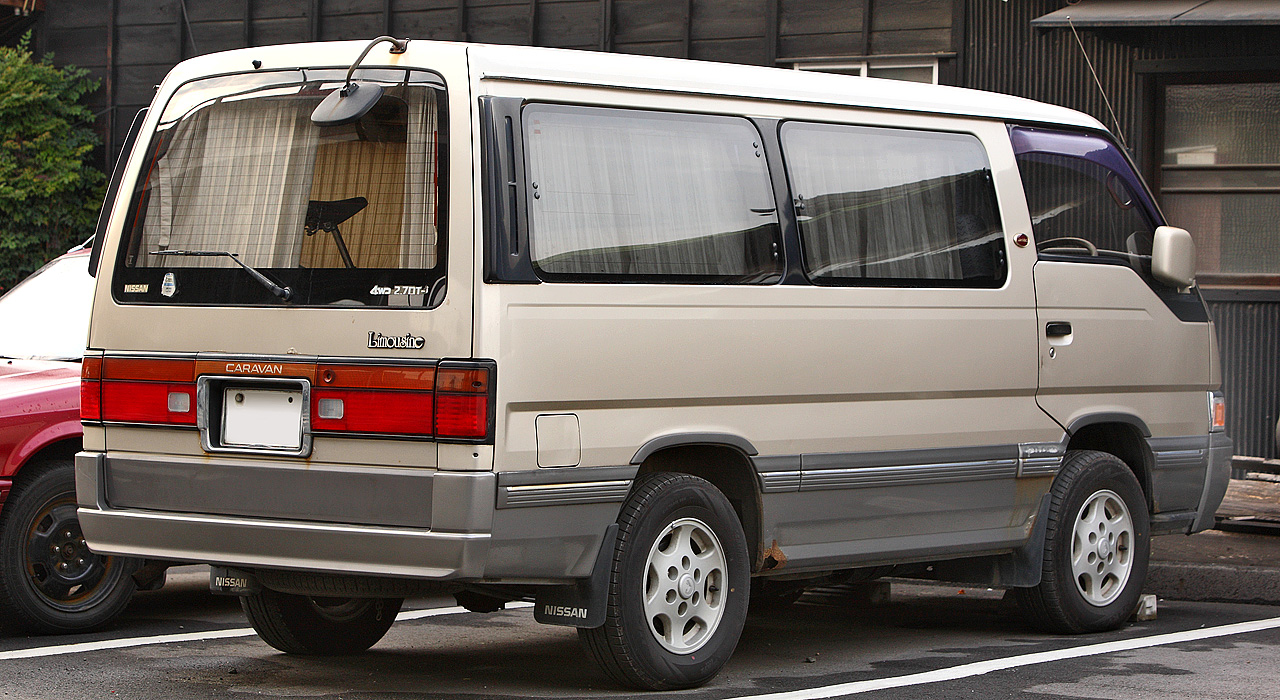
コーチ 中期型 リムジン（リア）
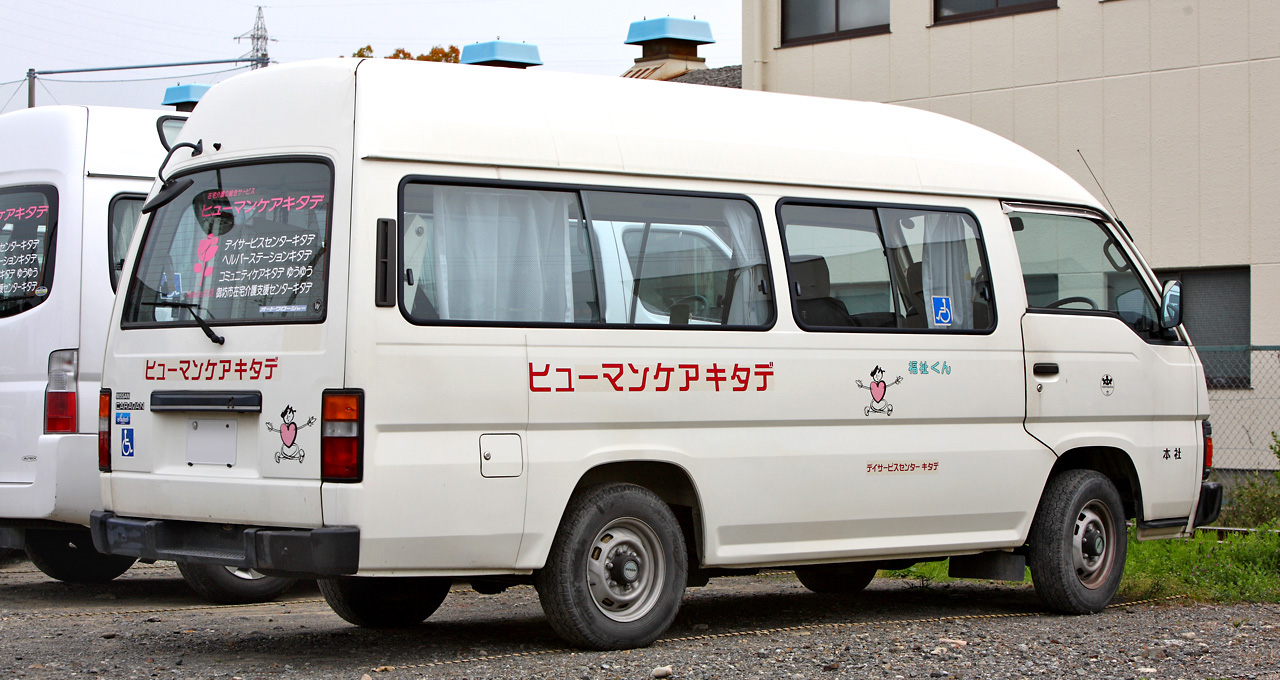
バン 中期型 スーパーロング ハイルーフ（リア）
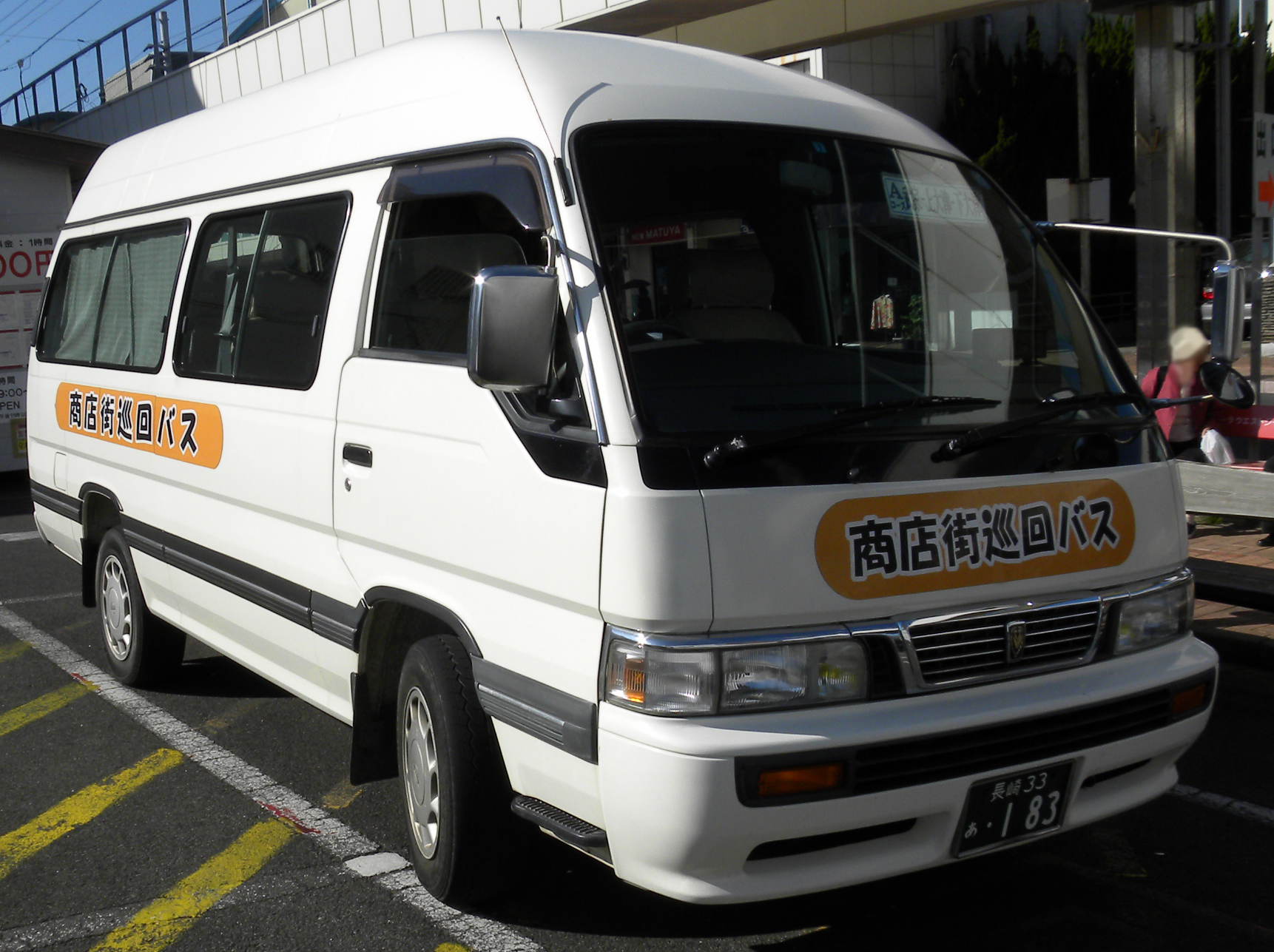
コーチ 後期型 GL-L スーパーロング ハイルーフ
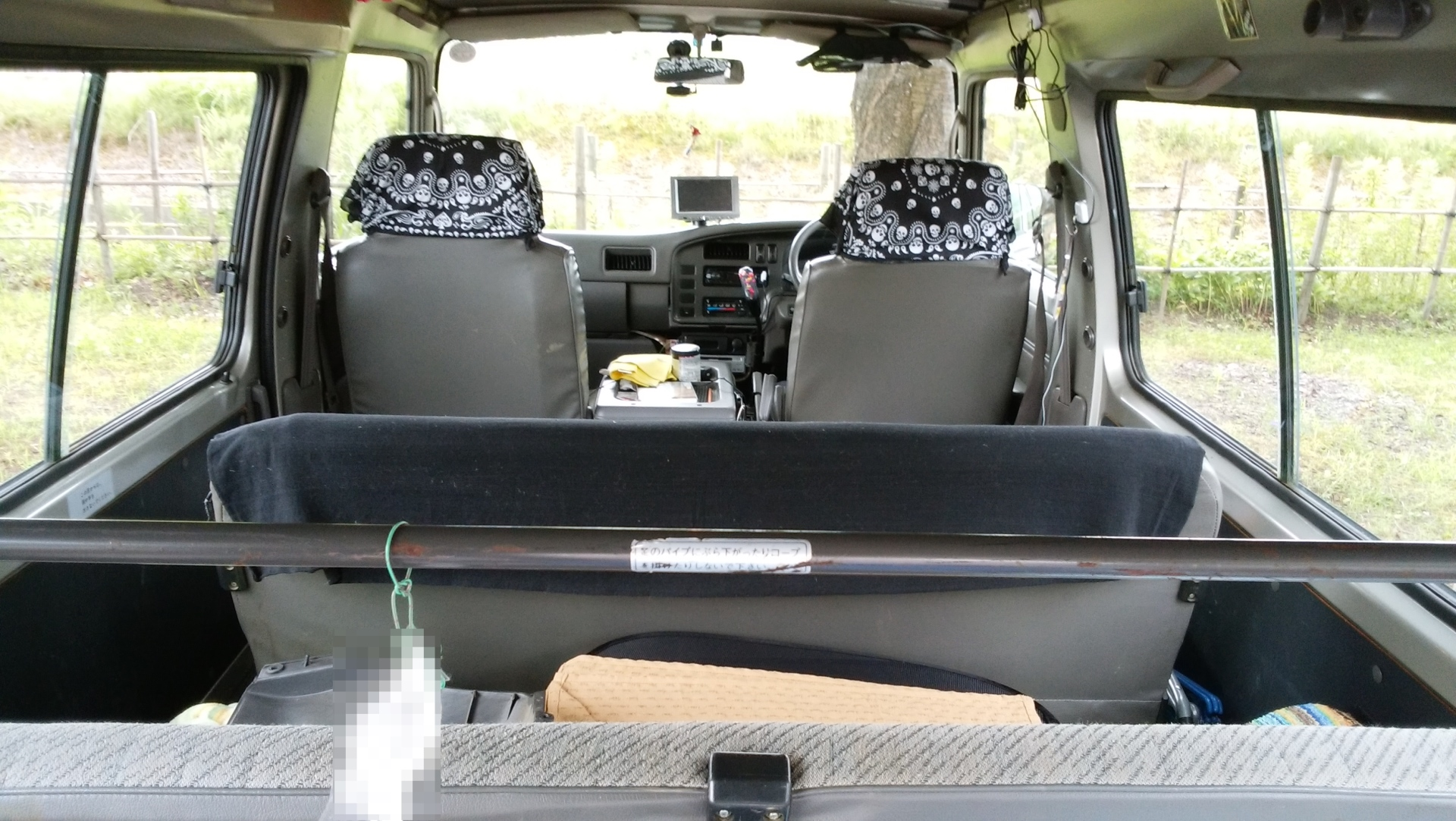
バン3列仕様車の内装
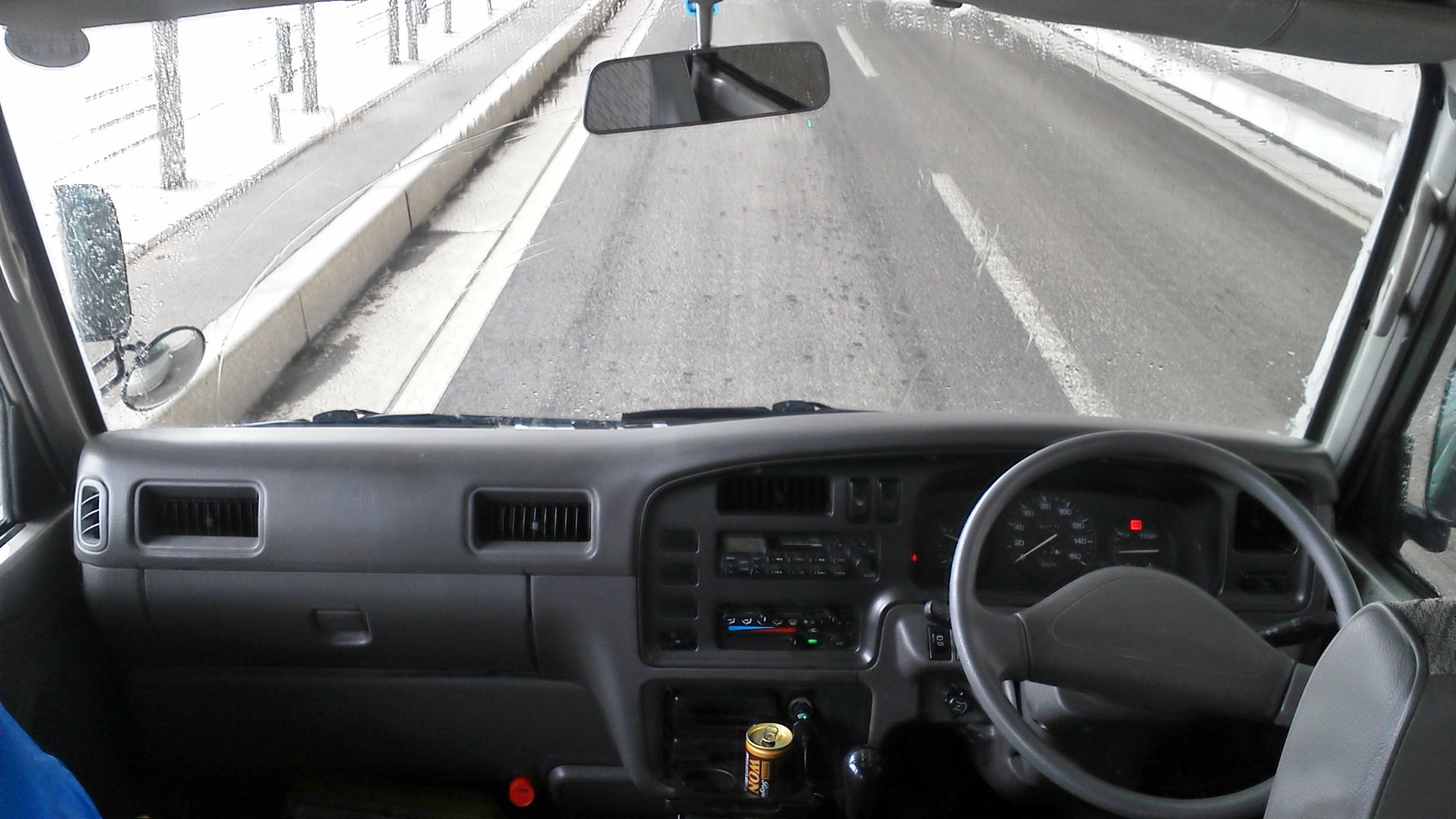
後期型のインパネ周り

## 4代目（E25型 2001年-2012年）
2001年（平成13年）4月26日
E25型発表。バン（1・4・8ナンバー）およびマイクロバス（2ナンバー）のみとなり、ロングボディとスーパーロングボディを設定。クラッシャブルゾーンを確保しつつも、ロングボディは4ナンバーサイズ（全長4.7 m以下）に収められている。搭載するエンジンは全て直列4気筒DOHCのKA24DE型、KA20DE型、およびZD30DD型直噴ディーゼルの3機種。当初GXとDXのエアバッグはオプション設定だったが後に標準装備となる。
AT車は全車コラムシフト、MT車は全車フロアシフトの設定。（コラムシフト車の設定は、先々代のE23型以来である）
クラッシャブルゾーンを確保した関係から、荷室長が先代比200mm減の2,800mmとなり、マイクロバスの乗車定員も12人へ減少した。
2001年（平成13年）5月14日
E25型発売。いすゞへのOEMモデルは「いすゞ・コモ」に名称変更。
2001年（平成13年）10月25日
サッカー日本代表チームのユニフォームと同じジャパンブルーの車体色、「Japan national team」のステッカー等を装備した限定車「サッカー日本代表モデル」を50台限定で発売。
2001年（平成13年）11月20日
「10人乗りコーチ」（3ナンバー）追加。搭載するエンジンはKA24DE型。オーテックジャパンの手による「ジャンボタクシー」を設定。
2002年（平成14年）1月
オーテックジャパンの手による5ナンバーサイズの幼児通園専用車を設定。
2002年（平成14年）9月30日
2WDのオートマチック全車に、ZD30DDTi型直噴ディーゼルターボエンジン搭載車を追加。4WD車はオーテックジャパンの手により設定。ハイエースが100系中期以降（1993年8月）から既にフルタイム式を採用している一方、先代同様にパートタイム式を用いている。ZD30DDTi搭載車は、エンブレムの表記が以前の「3.0Di」から、「3.0Di INTERCOOLER」に変更。
2002年（平成14年）10月
第36回東京モーターショー（商用車）に「キャラバンデリバリーバージョン」、および「キャラバンCNG車」を出品。
2003年（平成15年）5月20日
マイナーチェンジ。内外装を一部変更、仕様・装備を見直した他、8人乗りコーチ（乗用モデル）のシルクロードを追加。シルクロードは8年振りの復活である。
2003年（平成15年）7月11日
日産車体により、子会社であるオートワークス京都が販売している「キャラバン救急車」をベースとするSARS（重症急性呼吸器症候群）患者対応救急車を京都府に寄贈。
2003年（平成15年）10月2日
オーテックジャパンの手により、バンにCNG車（圧縮天然ガス自動車）を設定。E24型のCNG車に対し、ガスタンクを小径とし、床下に複数搭載する方法に変更している。エンジンはKA20DE型をベースとしている。
2004年（平成16年）8月20日
一部改良。ディーゼルエンジンをZD30DDTi型のみとして出力向上。バンGXの内外装デザインを変更し、5ドア車を追加設定。
2004年（平成16年）10月
第38回東京モーターショー（商用車）に「キャラバン ボックス イン ボックス」を出展。
2005年（平成17年）12月26日
マイナーチェンジ。フロントグリル、フロントバンパー、ヘッドランプのデザインを変更し、フロント部分のデザインを一新。同時にヘッドライトレベライザーを全車に標準装備した。
2007年（平成19年）8月31日
一部改良。ディーゼルエンジン搭載車の新長期排ガス規制適合に加え、ガソリンエンジン搭載車のエンジンをQR型に変更、5速オートマチック車の採用（ガソリン車）が行われた。タコメーターが全車標準装備となる。
2007年（平成19年）11月
特別仕様車「スーパーGX」を設定。シルクロード同様の分割スライドとリクライニングを採用したセカンドシート、カプロン加工等を装備。パーソナルユーズを意識したグレードとなった。
2009年（平成21年）1月28日
仕様向上。特別仕様車として発売されていた「スーパーGX」が通常グレードに昇格し、「スーパーDX」を廃止。外装面では「DX」にカラードバンパーとフルホイールカバーを、バンとコーチの「GX」にカラードフィニッシャーをそれぞれ標準装備化し、「GX」と「スーパーGX」専用ボディカラーを追加。さらに、バン全車にはハイマウントストップランプを追加すると共に、バン「DX」は助手席SRSエアバッグシステムも標準装備化された。尚、これを機にシルクロードは廃止された。
2009年（平成21年）12月22日
特別仕様車「DX V-Limited」を設定（2010年1月15日発売）。バン「DX」をベースに、フロントグリル・バックドアアウターハンドル・電動格納式リモコン広角ミラーなどにメッキパーツを採用し、力強いエクステリアを採用すると共に、内装にもフロント・セカンドシートにスエード調トリコット生地を採用して質感を向上すると共に、助手席パワーウィンドウ、プライバシーガラスなどを装備し、機能性を高めた。2010年3月までの期間限定販売。ボディカラーは専用色の「ミスティックブラック」を含む4色を設定した。
2010年（平成22年）8月30日
仕様向上。バン「DX」の2列目シート機構を見直し、2列目シート乗車時でも6尺合板の積載を可能とした他、バン「GX」・「スーパーGX」のインパネをシルバー塗装に統一するなどの変更を行った。また、バンのQR20DE型エンジン搭載車は「平成27年度燃費基準」を達成したことで、環境対応車普及促進税制に適合した。同時にオーテックジャパン扱いの福祉車両「ライフケアビークル」にはコーチをベースに電動式スライドステップや乗降用大型手すり等を装備した「アンシャンテ 送迎タイプ」を新たに設定。「チェアキャブ」は車いす固定フックの形状を変更し、使い勝手を向上した。
2010年（平成22年）12月24日
新たに「ポスト新長期規制」に対応したZD30DDTi型ディーゼルエンジン車を追加。合わせて、2010年1月に発売した特別仕様車「DX V-Limited」のバージョンアップ仕様である「DX V Limited II」を発売。基本的な装備内容は「DX V-Limited」と同等だが、ボディカラーに専用色の「ディープカシス」を追加した。
2012年 (平成24年) 6月
5代目と入れ替わって生産・販売終了。

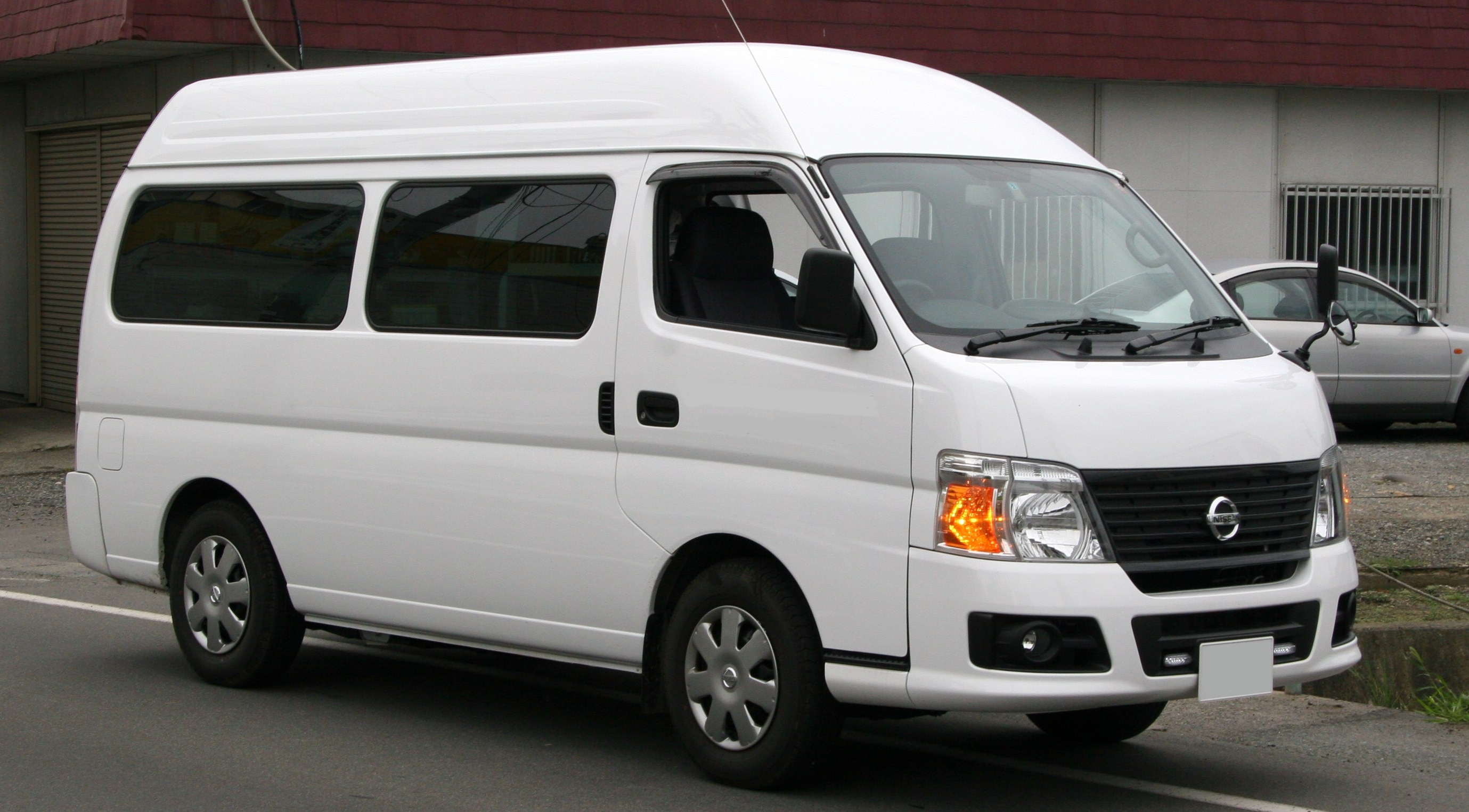
後期型ハイルーフ
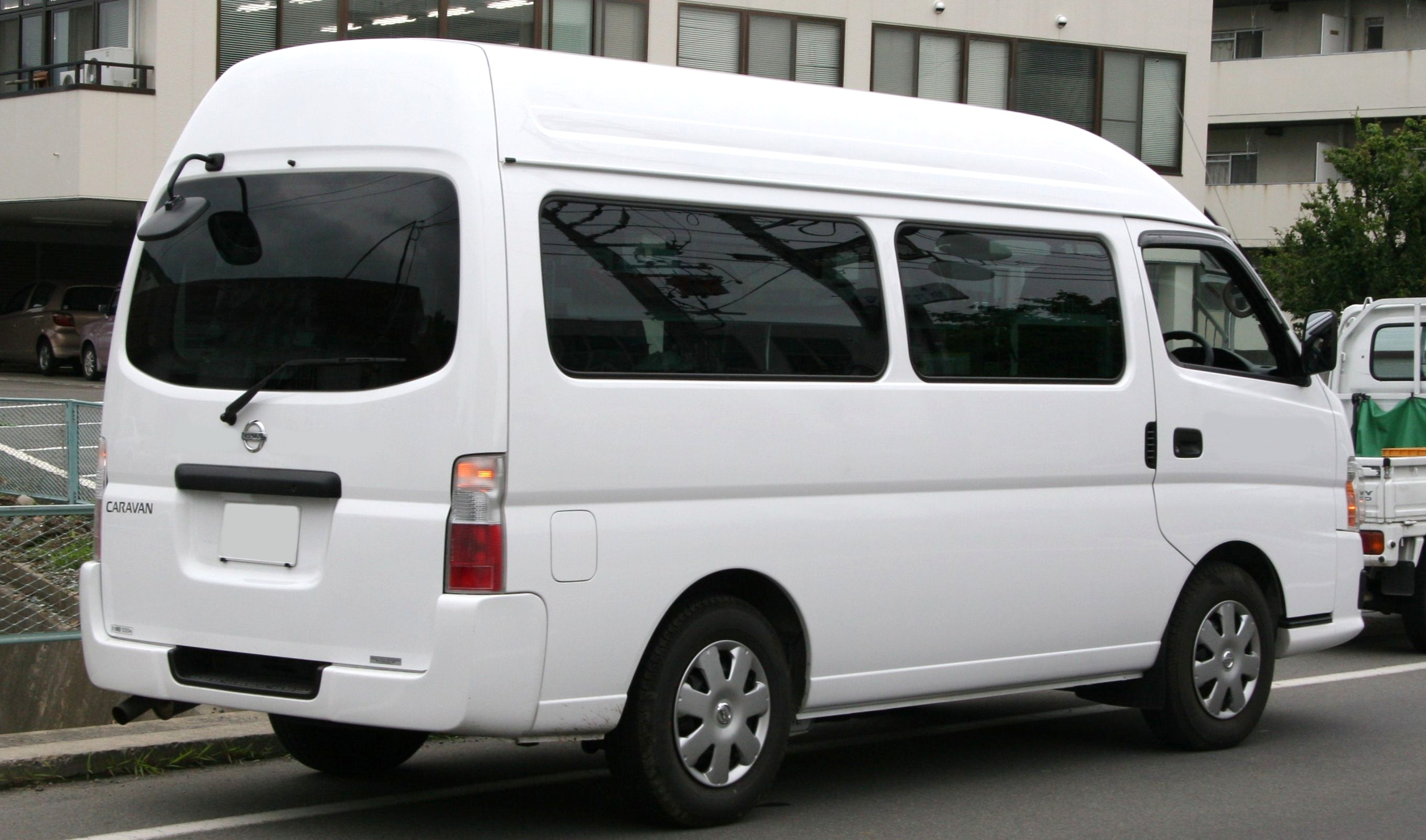
後期型ハイルーフ（リア）
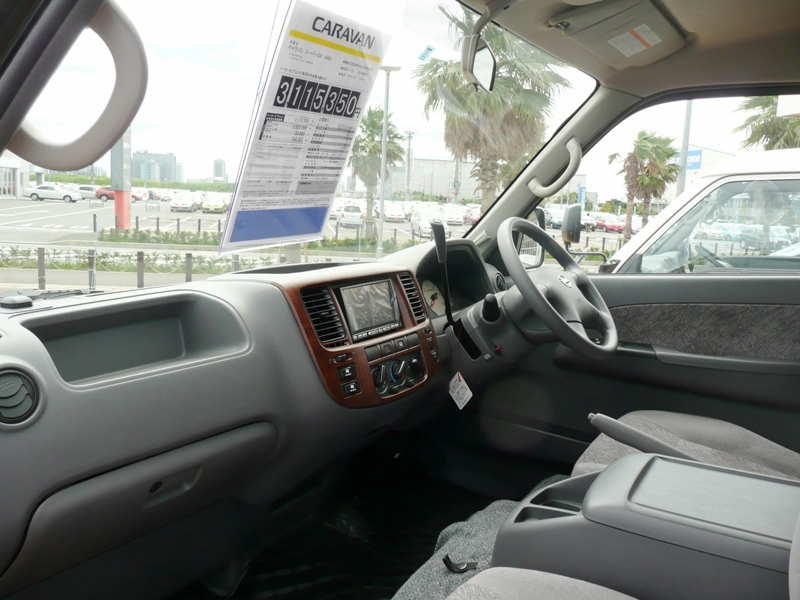
車内（前期型）
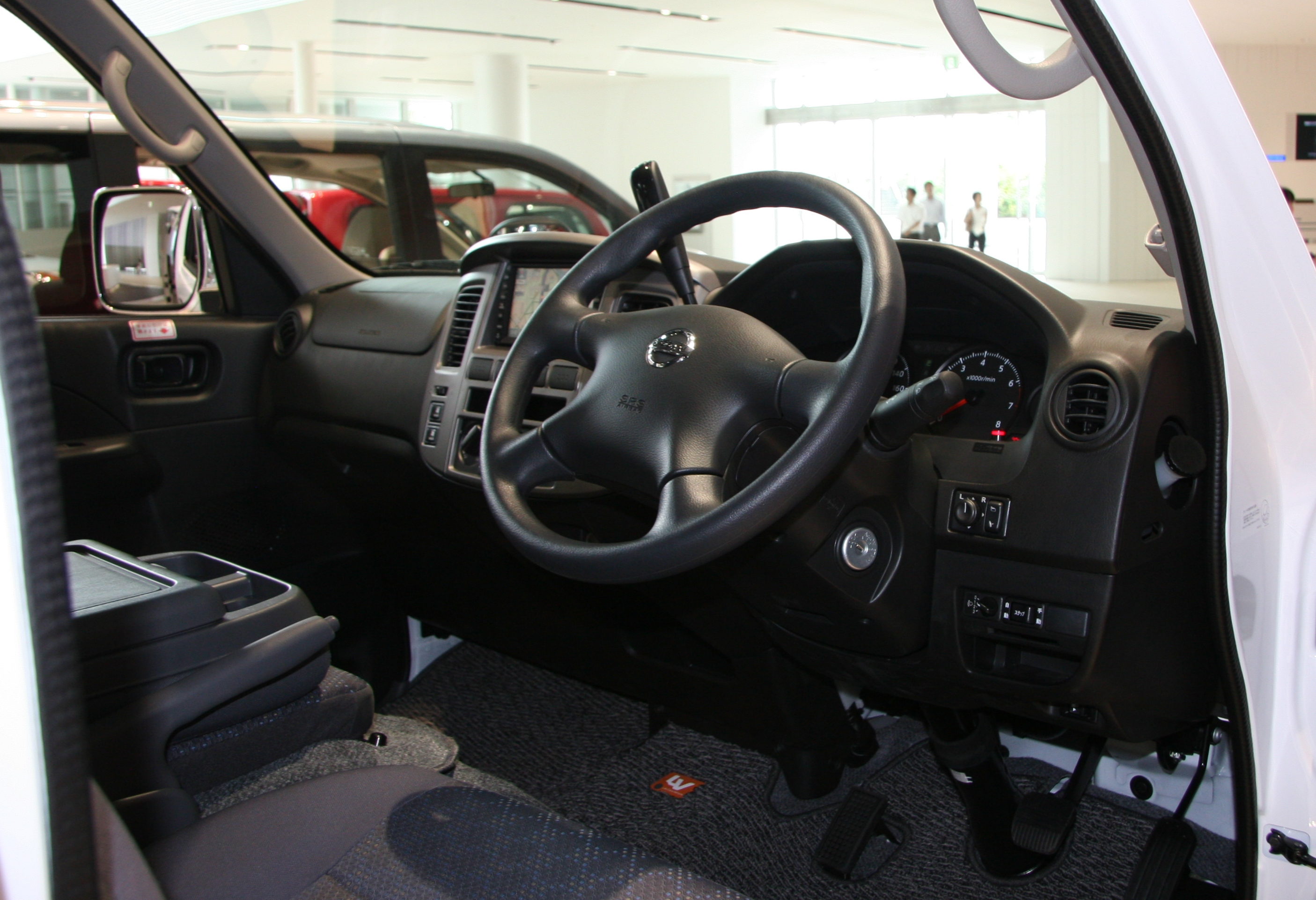
車内（後期型）
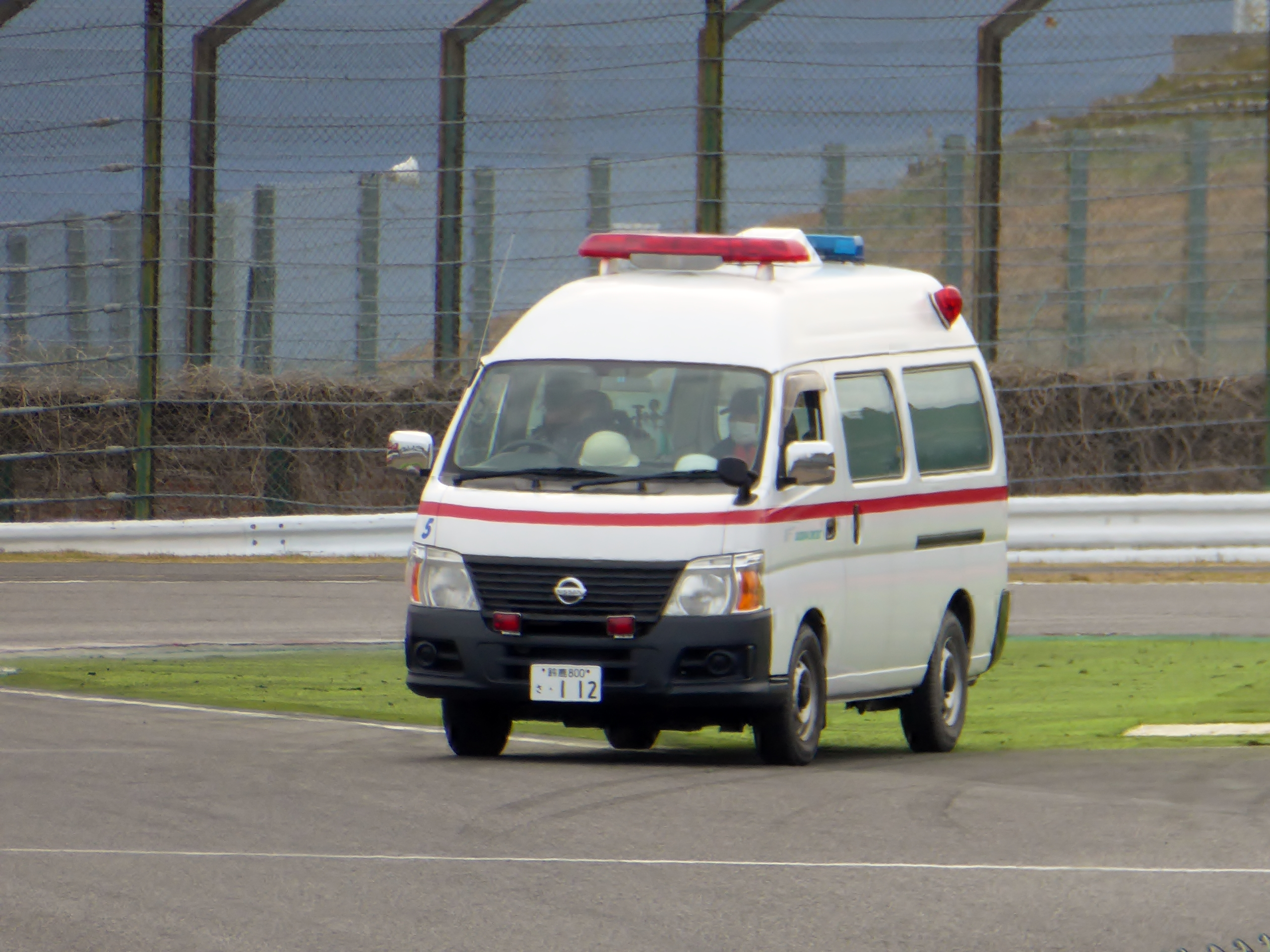
後期型 救急車仕様 （鈴鹿サーキット）
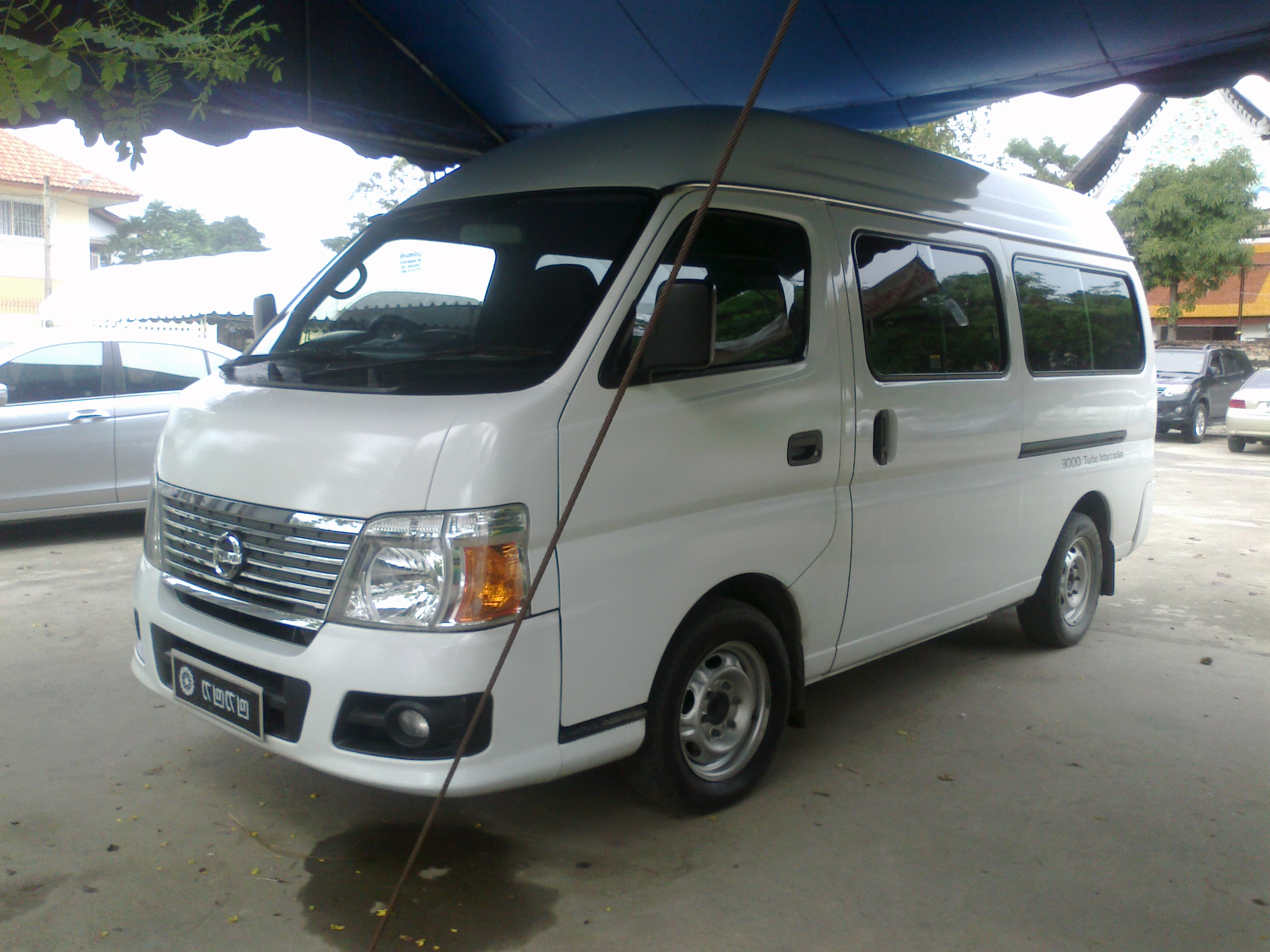
日産・アーバン・タイ・バージョン

## 5代目（E26型 2012年 - ）
11年ぶりとなるフルモデルチェンジを発表し、同日より販売開始（当初はガソリン車のロングボディ・標準ルーフ仕様のみ、ディーゼル車とスーパーロングボディ・ハイルーフ仕様は7月13日販売開始）。同時に車名を「NV350キャラバン」に改名した。COOの志賀俊之は「小型商用車のトップブランド」と「クラス全体のシェア40%」を目指すべく、同クラスのトップセラーであり、長年のライバルでもあるハイエースを全ての面で圧倒するよう開発陣に指示した。なお、チーフデザイナーはNV200バネット（NV200）も担当した倉岡亨一であり、両サイドのプラグ式ウインドウも引き続き採用されている。
以降、2021年10月のマイナーチェンジ（ディーゼル車は2022年4月）に伴う車名変更後の内容を述べる。
2021年（令和3年）10月20日
ガソリン車をマイナーチェンジし、同時に車名がフルモデルチェンジ以来約9年4ヶ月ぶりに「キャラバン」へ回帰された（NV350キャラバンはバンのディーゼル車のみにラインナップを縮小し、継続発売）。
フロントフェイス（グリル・バンパー）が刷新されたほか、ボディカラーはパール系（特別塗装色）のブリリアントホワイトパール3コートパールをピュアホワイトパール3コートパールに、黒系（特別塗装色）のファントムブラックパールをミッドナイトブラックパールにそれぞれ入れ替え、NV350キャラバンの特別仕様車「プレミアムGX BLACK GEAR」専用色だったステルスグレーパール（特別塗装色）をカタログカラーに昇格されたことで全8色に拡大。新色3色とインペリアルアンバーパール（特別塗装色）は特殊高弾性樹脂を配合したスクラッチシールド仕様となった。内装は黒基調となり、メーターは5インチTFTディスプレイを備えた新型のファインビジョンメーターを採用。ステアリングは下端部をフラットとしたD型となり、シートトリムの生地を刷新。また、フロントとリアのエンブレム、フルホイールカバー、ステアリングのCIが2020年7月に改定された新CIに変更された。
安全面が強化され、「インテリジェント エマージェンシーブレーキ」はミリ波レーダーとカメラのフュージョン方式に変更したことで歩行者の検知が可能となり、車両後方のカメラ映像をルームミラーに映し出すことで車内状況や天候に左右されることなく後方視界を確保することが可能な「インテリジェント ルームミラー」を一部のグレードに標準装備し、一部グレードに標準装備されている「インテリジェント アラウンドビューモニター」は、すれ違いや幅寄せ時にも対応するため、サイドビューが優先表示されるように変更された。
ワゴンに採用されているスパイナルサポート機能付きシート（運転席・助手席）をバン・マイクロバスにも拡大して全車標準装備され、シートバックとクッションに抗菌加工を施し、ステアリングのグリップ部分にも抗菌加工の素材を使用。寒冷地仕様のオプションとして運転席と助手席のシートバックとクッションにシートヒーターが装備された。また、バン・マイクロバスにメーカーオプションとして設定されていた助手席SRSエアバッグが全車に標準装備された。
トランスミッションはマニュアルトランスミッションを廃止してオートマチックトランスミッションに一本化し、7速に多段化。マニュアルモードが追加された「7M-ATx」となった。
グレード体系が一部変更され、バンは「VX」が廃止され、「DX EXパッケージ」は装備内容を強化して「EX」として単独グレード化。また、最上位グレードとして、LEDヘッドランプ、本革ステアリング&シフトノブ（カッパーブラウンステッチ）、ドアオートクロージャー（両側スライド・バック）が追加され、スピーカーを4スピーカーに強化。サイドターンランプ付電動格納式リモコンドラミラー・メッキグリル・メッキバックドアフィニッシャーをダーククロムに、ステアリングとATのフィニッシャーをダーク サテンクロムに、前席吹き出し口加飾をカッパーブラウンに、シート地をジャガード織物/合皮にそれぞれ変更した「GRANDプレミアムGX」を追加。ワゴンは「EX」を新たに追加。マイクロバスは「DX」を廃止し、「GX」のみの設定とした。4WD車の設定が拡大され、ワゴン並びにバンの標準幅・ハイルーフ仕様にも拡大された。
併せて、特別仕様車「プロスタイル」も設定された。「プレミアムGX」・「GRANDプレミアムGX」をベースに、専用15インチアルミホイール、専用エンブレム（PROSTYLE）、キャラバンで唯一の採用となる防水シートが装備され、ルーフスポイラーをオーテックジャパン扱いオプションとして設定した。
さらに、オーテックジャパン扱いの車中泊仕様車（マルチベッド・トランスポーター）、「ライフケアビークル」シリーズ、「ワークユースビークル」シリーズの各ガソリン車も一斉にマイナーチェンジ。ベース車同様にフロントフェイスの刷新、インテリアの変更、安全装備の強化に加え、車中泊仕様車はベースグレードに「GRANDプレミアムGX」を追加。「ライフケアビークル」シリーズは「チェアキャブ」の車いす固定装置が一新され、車いすのフレームに掛けるフックを軽量化するとともに、ワンアクションでフックの分離が可能となり、固定時間の短縮化を図る為ベルトタイプからワイヤー式に変更。全ての仕様に4WD車が追加設定された。
「ワークユースビークル」シリーズは従来のNV350キャラバンで発売されていた商用特装車を新たにシリーズ名称化したもので、4ナンバーバンのNV200バネット、軽トラックのNT100クリッパーに次いでの導入となる。ラインナップはバン「DX」をベースに、セカンドシートを「プレミアムGX」用の5:5分割式上級シートに変更した「DX 2分割上級セカンドシート」、マイクロバスと同じスーパーロングボディ・ワイド幅・ハイルーフで乗車定員を10人乗りとすることで大容量の荷室スペースを確保した「ワゴン ワイドボディ」、ハイバックタイプの幼児専用シートや保護パッドなどを装備して安全面に配慮した幼児送迎用仕様「幼児通園専用車」、荷室に断熱材や冷凍装置を搭載するとともに、荷室の内装に抗菌パネルを施し、プラズマクラスターも搭載した「中温冷凍バン/クールバン」、荷室全面に断熱材を施し、外気温が庫内に与える影響を軽減し、積荷の温度を保って運搬する「保冷バン」、車両後方に折り畳み式の自動昇降リフターを装備し、400kgまでの重量物の乗降を可能にするだけでなく、リフターを使用しない軽い荷物を積み下ろす際に妨げにならないように格納時に横方向に開閉する構造とした「リフター付バン」がラインナップされている。
2021年（令和3年）12月21日
「東京オートサロン2022」の出品概要が発表され、キャラバンのコンセプトカーとして「MOUNTAIN BASE CONCEPT」と「MYROOM CONCEPT」を参考出品することが発表された。
2022年（令和4年）2月28日
NV350キャラバンのまま継続発売していたディーゼル車のマイナーチェンジを発表（4月下旬発売）。ガソリン車同様、車名も「キャラバン」に戻った。
ガソリン車同様に外内装デザインやボディカラーの変更、安全面の強化、スパイナルサポート機能付きシートの標準装備に加え、エンジンを排気後処理システムに尿素SCRシステムを採用した新型の三菱・4N16型（タイ製）へ換装。燃焼効率の向上や摩擦抵抗の低減により最大トルクが14N・m向上された。また、トランスミッションはガソリン車同様に「7M-ATx」に一本化したことで燃料消費率も向上された。さらに、緻密な制御と大型タンクの採用により、尿素SCRシステムに必要な尿素水の補水回数を最小化している。なお、ディーゼル車はバンのみの設定となり、ガソリン車同様に「GRANDプレミアムGX」も設定されたが、今回のマイナーチェンジを機にスーパーロングボディ・ワイド幅はディーゼル車の設定を廃止し、ガソリン車のみの設定となった。
また、オーテックジャパン扱いの特別仕様車「プロスタイル」にディーゼル車を追加するとともに、車中泊仕様車（マルチベッド・トランスポーター）、「ライフケアビークル」シリーズ、「ワークユースビークル」シリーズの各ディーゼル車も一斉にマイナーチェンジを発表。改良点は先にマイナーチェンジされたガソリン車に準じているが、バンのみの設定となる関係上、「ライフケアビークル」シリーズは「チェアキャブ」のみの設定、「ワークユースビークル」シリーズは「DX 2分割上級セカンドシート」、「中温冷凍バン/クールバン」、「保冷バン」、「リフター付きバン」が設定される。
2022年（令和4年）7月7日
ガソリン車を一部仕様向上。
燃料消費率が向上され、一部の仕様でディーゼル車と同等レベルとなる「平成27年度燃費基準+15%」を達成。カップホルダーの形状が変更されたほか、バンの「プレミアムGX」・「GRANDプレミアムGX」、ワゴンとマイクロバスの「GX」はステアリングスイッチ（オーディオ、ハンズフリーフォン）が追加された。
日産モータースポーツ&カスタマイズ扱いの特別仕様車「プロスタイル」、車中泊仕様車、「ライフケアビークル」シリーズ、「ワークユースビークル」シリーズの各ガソリン車もカタロググレードに準じて一斉に一部仕様向上するとともに、カスタムカー「AUTECH」が追加された。「AUTECH」はバンの「プレミアムGX」をベースに、ドットパターンのフロントグリルやブルーのシグネチャーLEDを内蔵したシルバーのフロントプロテクターを採用し、センターキャップ周りをブラックとした切削光輝仕様の専用15インチアルミホイールを装備。ヘッドランプはLED化され、LEDフォグランプも装備される。内装では青の「AUTECH」ロゴの刺繍とブルーステッチを施したブラックレザレットシートを採用し、ブラック本革巻ステアリングとシフトノブにもブルーステッチが施された。そのほか、両側スライドドアとバックドアにオートクロージャーが追加され、スピーカーが4つに増強される。また、専用オプションとしてプロテクター類（サイドシル・リアアンダー）とルーフスポイラーで構成された「エアロパッケージ」を設定したほか、専用エクステリアを含む外観パーツとLEDヘッドランプのみを装備した「AUTECH Exterior Selection」も設定され、本グレードに限りワゴン（「GX」ベース）も設定される。ボディカラーはダークブルーパール、ピュアホワイトパール3コートパール（特別塗装色）、ミッドナイトブラックパール（特別塗装色）、ダークメタルグレーメタリックの4色が設定される。特別仕様車「プロスタイル」、車中泊仕様車、「ライフケアビークル」シリーズ、「ワークユースビークル」シリーズのガソリン車をベース車に準じて一部仕様向上するとともに、「ライフケアビークル」シリーズの「チェアキャブ」はオートスライドドア付車がワンタッチオートスライドドアにグレードアップ。「ワークユースビークル」シリーズは保冷バンのバリエーションを拡げ、既存の日本トレクス製に加え、東光冷熱エンジニアリング製が追加された。なお、「チェアキャブ」のオートスライドドア付車のグレードアップや「ワークユースビークル」シリーズの保冷バンのラインナップ拡充はディーゼル車にも適用される。
2023年（令和5年）4月10日
世界的な原材料費や物流費などの高騰を鑑みた価格改定が実施され、カタロググレードは「GX」系グレードは11.99万円、それ以外のグレードは一律10.01万円、「AUTECH」・「マルチベッド GRANDプレミアムGX」・「送迎タイプ GX」は一律13.64万円、「AUTECH Exterior Selection」と「プロスタイル」は一律13.09万円、「マルチベッド プレミアムGX」は一律13.53万円、「トランスポーター」は一律12.76万円、「送迎タイプ」の「DX」・「EX」は11.66万円（いずれも10%の消費税込）、「チェアキャブ」は仕様により10.6～14.6万円（消費税非課税）それぞれ値上げされた。
2023年（令和5年）5月29日
「MYROOM CONCEPT」を「MYROOM」として市販化されることが発表され、年度内の正式発表・発売に先駆けて一部が先行公開された。
2023年（令和5年）9月13日
初代モデルの誕生から50周年を記念した特別仕様車「50th Anniversary」が発表された（同年10月10日発売）。
バンの「GRANDプレミアムGX」をベースに、外観はフロントグリル・バックドアフィニッシャー・インレットグリル・ドアハンドル・スライドドアレールをブラックで統一され、リア左下の「CARAVAN」の車名エンブレムの真下に「50th Anniversary」エンブレムを、スライドドアレール後端下に「50th Anniversary」ステッカーをそれぞれ装着。内装はATフィニッシャーに「50th Anniversary」のエンブレムが装着され、ヘッドレストに「50th Anniversary」の刺繍ロゴが施された。ボディカラーは全て特別塗装色となり、既存のピュアホワイトパール3コートパール、ミッドナイトブラックパール、ステルスグレーパールの3色に、専用色のカシミヤグレージュチタンパールメタリックを加えた4色が設定される。2024年（令和6年）3月までの期間限定販売となるが、生産可能台数に達した場合はその時点で注文受付が終了される場合がある。
2023年（令和5年）10月11日
「MYROOM」が正式発表され、車内カーテンやウッドブラインドなどの専用オプションを標準装備とした期間限定特別仕様車「MYROOM Launch Edition」の注文受付が開始された（2023年12月末～2024年1月末までの期間限定受注、2024年2月以降配車予定）。
2024年（令和6年）5月15日
一部仕様変更を発表（6月上旬発売）。
各種法規への適合化が行われるとともに、バックビューミラー（ルームミラー投影式）が一部のグレードに設定され、グレード別設定の「インテリジェント ルームミラー」はミラーモード設定時でも後方の状況確認をしやすくするため、後方映像がミラー左側に映し出されるように改良された。ボディカラーは特別塗装色のインペリアルアンバーパールを新色のディープフォレストパールメタリックに入れ替え、青系はダークブルーパールを新色のディープオーシャンブルーパール（特別塗装色）に差し替えた。
日産モータースポーツ&カスタマイズ扱いの「AUTECH」、「プロスタイル」、車中泊仕様車、「ライフケアビークル」もベース車に合わせて一部仕様変更され、「ライフケアビークル」の「チェアキャブ」以外の種類はボディカラーの入れ替えも実施された（ディープフォレストパールメタリックは「送迎タイプ」の一部グレードと「AUTECH」を除く）。
2025年（令和7年）7月17日
一部仕様向上及びアクセサリーパッケージ「SOTOASOBIパッケージ」の追加設定が発表された（8月25日発売）。
一部仕様向上では、各種法規への適合を行うとともに、小型貨物車4ナンバーバンクラス初となるインテリジェント クルーズコントロールをガソリン車に採用（バンの「EX」・「プレミアムGX」・「GRANDプレミアムGX」とワゴン「GX」は標準装備、バンの「ルートバン」と「DX」、ワゴンの「DX」・「EX」、マイクロバス「GX」はメーカーオプション設定）されたのをはじめ、先行車発進お知らせ、コンフォートフラッシャー（車線変更時にウィンカーレバーに一度軽く触れるだけでターンランプが3回点滅する機能）、タイヤ空気圧警報システム（軸位置表示機能付）が新たに標準装備された。運転席・助手席に採用されているスパイナルサポート機能付きシートは低反発のクッション材に変更した。バンはディーラーオプションの9インチナビの装着を可能にするナビフィニッシャーも装備され、新グレードとして、既存の「プレミアムGX」をベースにフロントカラードグリル・バンパー（フロント・リア共）・キャブステップ・カラードドアミラー・カラードスライドドアレール・カラードドアハンドル・カラードバックドアフィニッシャー・カラードインレットグリルをブラック化した「プレミアムGX Outdoor Black Edition」が設定された。
日産モータースポーツ&カスタマイズ扱いの「AUTECH」、車中泊仕様車、「ライフケアビークル」、「ワークユースビークル」もベース車に合わせて一部仕様向上。車中泊仕様車はベース車グレードに「プレミアムGX Outdoor Black Edition」が追加され、CORDURA製ベット生地の選択が可能となった。「ワークユースビークル」にはバックドアを高く上げるステーが装備されたことで、標準ルーフで+70mm、ハイルーフで+170mm高く開く「高開度バックドア」が追加された。「AUTECH」には、新モデルとなる「AUTECH LINE」を追加。バン「プレミアムGX」をベースに、専用の防水シート（ブラック）と専用15インチアルミホイール（切削光輝）が装備され、バックドア右下には「AUTECH LINE」エンブレムが装着される。また、専用オプションとして専用ルーフスポイラーとブラックのフロントグリル・バンパー・ドアミラー・フィニッシャなどのエクステリアパーツで構成された「ブラックパッケージ」が用意される。ラインナップは「AUTECH LINE」に加え、バン「GRANDプレミアムGX」をベースとした「AUTECH LINE PLUS」も設定される。
「SOTOASOBIパッケージ」は業界初となる撥水・防汚・耐候機能を持ち合わせたフロント上部に装着されるプロテクションラッピングであるプロテクションシールド 艶消しブラック、JOAS製のフェンダーガーニッシュ、専用エンブレムで構成されている。

### リコール
2019年（令和元年）9月5日
NV350キャラバン、およびいすゞ自動車向けコモのPTCヒーター付き仕様車について、暖房補助用のPTCヒーターのハーネス電線径の不足に関し、1車種5型式28,099台分のリコールを届け出 。
2024年（令和6年）10月24日
NV350キャラバン/キャラバン、およびいすゞ自動車向けコモのPTCヒーター付き仕様車について、暖房補助用のPTCヒーターの制御不適切に関し、2車種8型式40,135台分のリコールを届け出 。

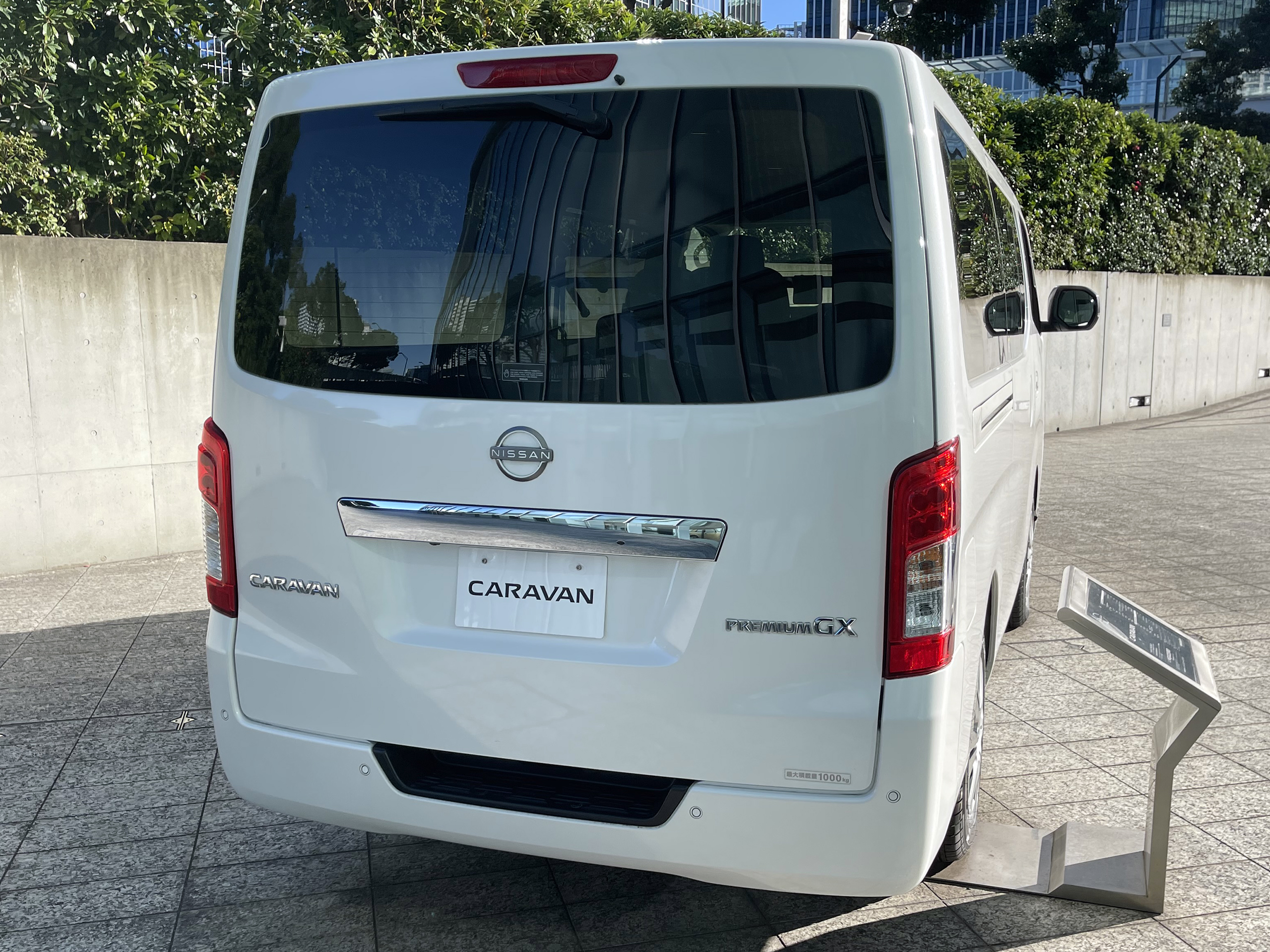
2021年10月販売型 プレミアムGX リア
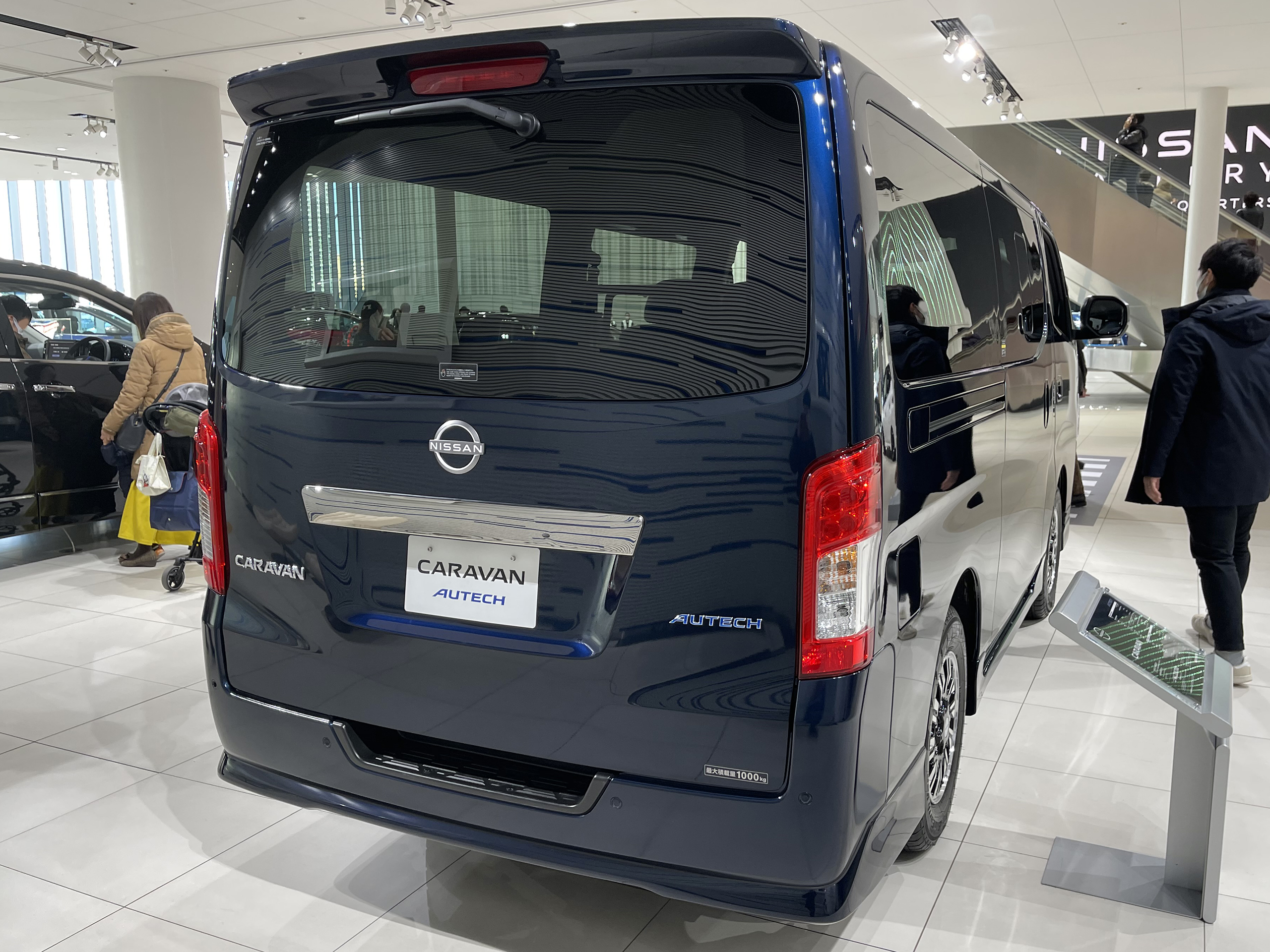
2022年7月販売型 AUTECH リア
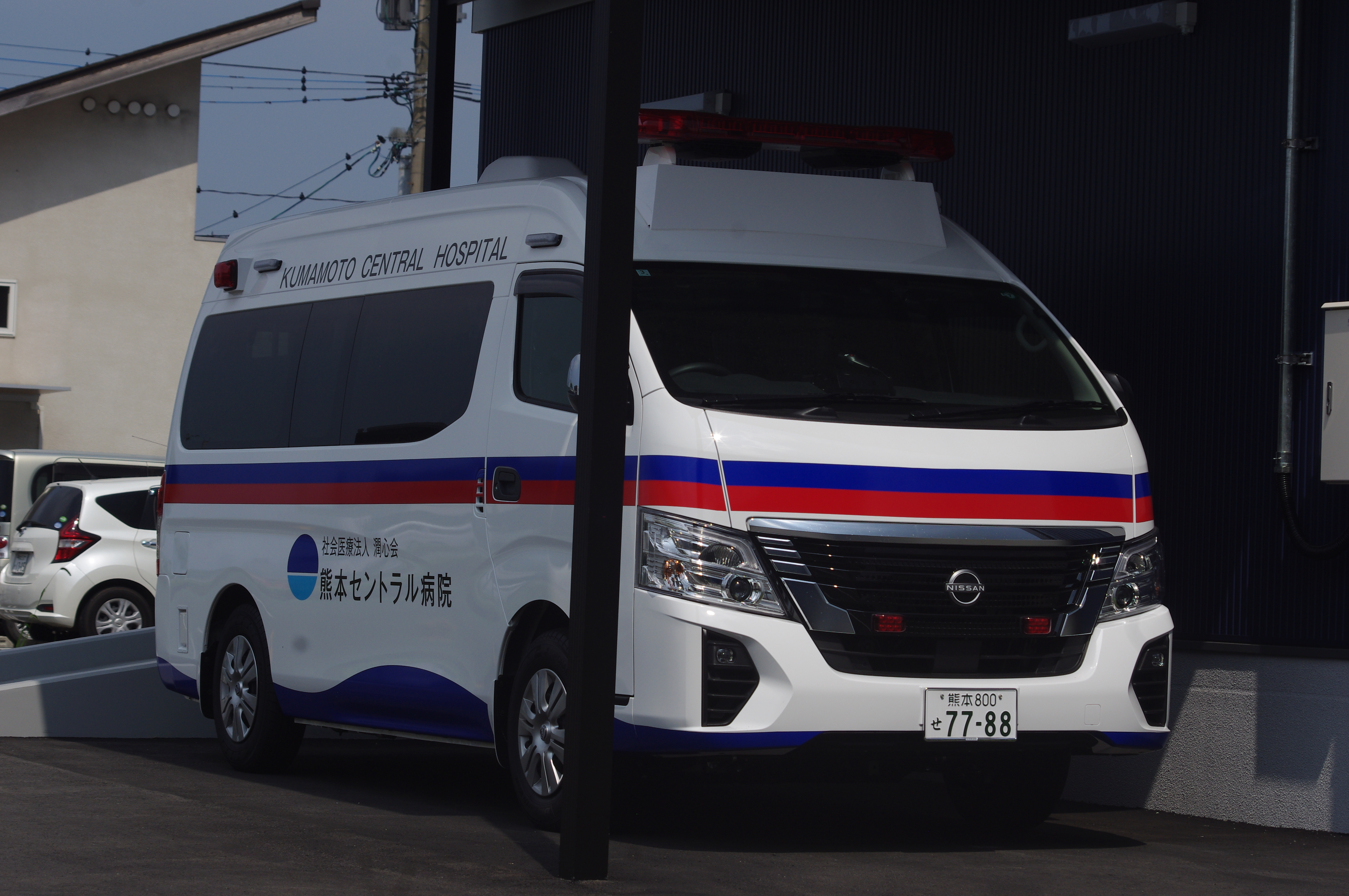
救急車仕様

## 受賞歴
2012年12月12日
タイガーアイブラウン(PM)#KBE(エクステリア)×ブラック×グレー(インテリア) の組み合わせがオートカラーアウォード2013企画部門賞（OYAKATA MIND賞）を受賞。

## 車名の由来
車名の由来は、英語で「隊商」の意味。5代目のNVは「日産（Nissan）のバン（Van）」、350は「車両総重量3,500kgクラス」を意味する。
なお、ダッジ・キャラバン（日本名・クライスラー・ボイジャー）とは一切関係ない。

## 派生車種
- エルグランド
- ホーミー（姉妹車）